# Монстера деликатесная
Монсте́ра деликате́сная, или монстера привлека́тельная (лат. Monstera deliciosa), — крупная лиана, вид рода Монстера (Monstera) семейства Ароидные (Araceae).
Наиболее распространённый вид этого рода. По отношению к этому растению нередко используется неправильное название «продырявленный филодендрон».

## Распространение
Растение происходит из влажных лесов Мексики, Гватемалы, Коста-Рики и Панамы. Постепенно она распространилась в странах умеренного климата, как комнатное и оранжерейное растение. В странах с тропическим климатом (Индия, Австралия и др.) она выращивается ради своих съедобных плодов.

## Ботаническое описание
Быстрорастущая травянистая лиана, способная влезать на деревья на высоту 9 м и выше. Стебли цилиндрические толщиной 6,25—7,5 см с грубыми листовыми шрамами и многочисленными длинными жёсткими воздушными корнями. Листья перфорированные, кожистые, на длинных прямых черешках, овально-сердцевидной формы, длиной 90 см и больше. Плод — ягода, 20—30 см длиной и 5—8,75 см шириной, с толстой кожицей и сочной ароматной мякотью.

## Использование

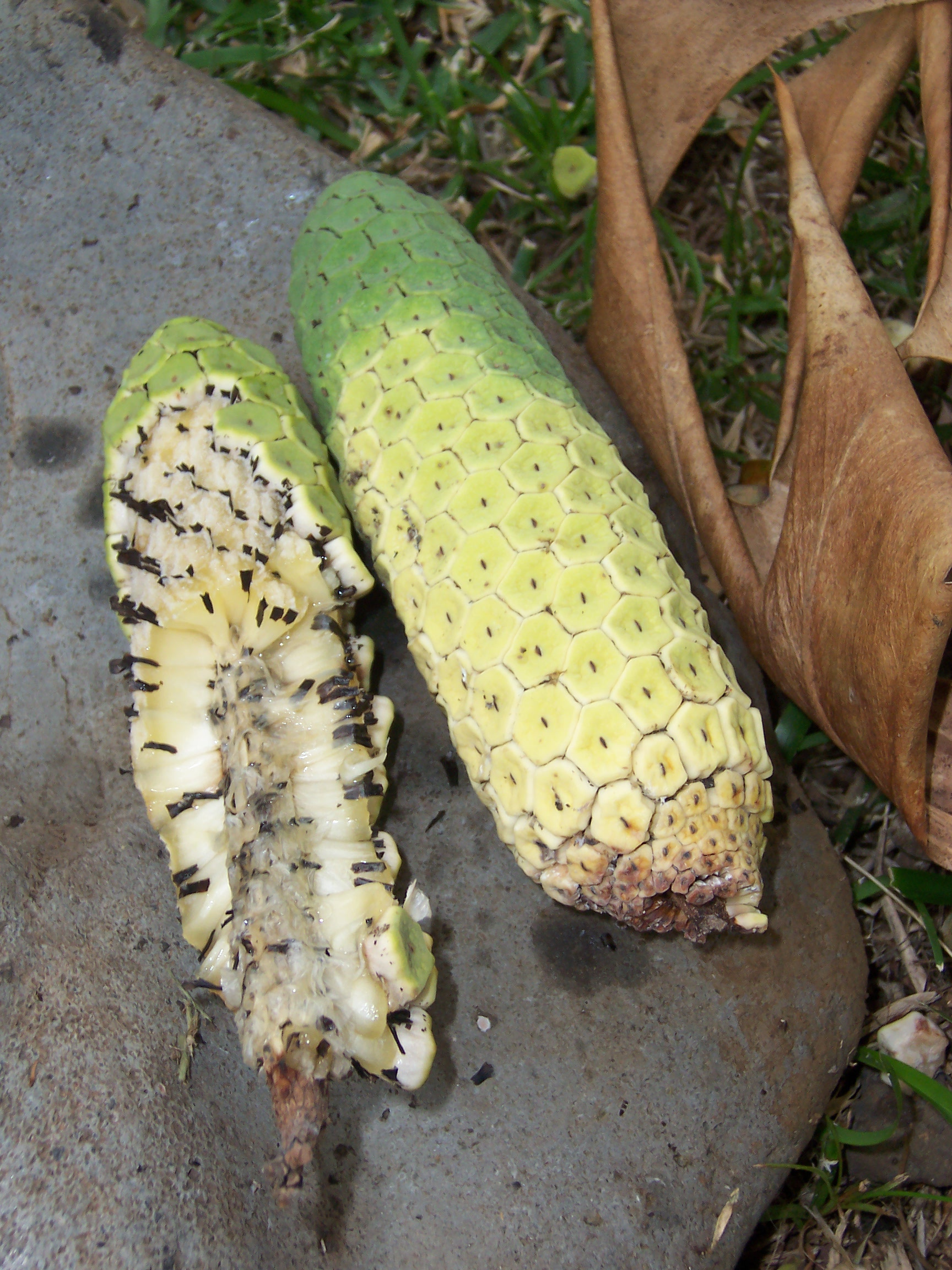
Плоды Монстеры привлекательной

### Как продукт питания
Полностью созревшие плоды Монстеры привлекательной имеют бананово-ананасный вкус и употребляются как десерт. Принцесса Изабелла Браганса, дочь императора Бразилии Педру II, считала плоды этого растения лучшими из всех известных.

### Как декоративное растение
Благодаря своему эффектному внешнему виду, это растение широко культивируется как декоративное.
Монстера — одно из красивейших лиственно-декоративных растений, которое высоко ценится в цветоводстве закрытого грунта и может служить украшением любого интерьера. Используют её для озеленения средне- и крупногабаритных жилых, бытовых и производственных помещений, для создания зимних садов, для витрин магазинов, фойе кинотеатров и театров. Крупными экземплярами можно декорировать стены, лестницы, использовать как одиночно стоящее растение. Средние экземпляры размещают в композициях с другими комнатными растениями.

## Болезни и вредители
Паутинный клещ, щитовка; при недостатке света листья не оперяются, растут мелкими, на недлинных черешках; побурение и трещины листвы свидетельствуют о холодном и слишком влажном размещении.

## Таксономия
Monstera deliciosa Liebm., 1849, Videnskabelige Meddelelser fra Dansk Naturhistorisk Forening i Kjøbenhavn: 19.

### Синонимы
- Monstera borsigiana K.Koch
- Monstera borsigiana Engl.
- Monstera lennea K.Koch
- Monstera tacanaensis Matuda
- Philodendron anatomicum Kunth
- Tornelia fragrans Gut. ex Schott nom. illeg.